# Яковлівка (Донецький район)
Я́ковлівка — село Ясинуватської міської громади Донецького району Донецькій області, Україна. Населення становить 969 осіб.

## Загальні відомості
Відстань до райцентру становить близько 6 км і проходить автошляхом місцевого значення.
Землі села межують на північному заході через E50 із територією Авдіївки Донецької області, на південний захід із Київським районом Донецька, а на півдні із Червоногвардійським районом Макіївки. На південній околиці села Балка Розсипна впадає у річку Кальміус.

## Населення

### Мова
Розподіл населення за рідною мовою за даними перепису 2001 року:
| Мова            | Кількість | Відсоток |
| --------------- | --------- | -------- |
| українська      | 578       | 59.65%   |
| російська       | 382       | 39.42%   |
| білоруська      | 2         | 0.21%    |
| вірменська      | 2         | 0.21%    |
| інші/не вказали | 5         | 0.51%    |
| Усього          | 969       | 100%     |

За даними перепису 2001 року населення села становило 969 осіб, з них 59,65 % зазначили рідною мову українську, 39,42 % — російську, а 0,93 % — іншу.
| Рік                                                   | 1859 | 1908 | 1989        | 2001 |
| Кількість, осіб                                       | 430  | 632  | 9721 (9702) | 969  |
| Примітки. 1. Постійне населення. 2. Наявне населення. |      |      |             |      |

## Пам'ятки
Неподалік від Яковлівки збереглися кургани доби бронзи